# 朴鍾佑
朴鍾佑（박종우，1989年3月10日—），韩国足球运动员，司职中场。

## 俱乐部生涯
2010年初，朴鍾佑从韩国延世大学加盟K联赛球队釜山IPark。5月2日，他在釜山IPark3比0击败首尔FC的比赛中替补登场，首次亮相职业联赛。之后，他逐渐成为球队的主力球员，2011年8月21日，他在和全南天龙的比赛中射入职业生涯的首个联赛进球，帮助釜山IPark客场1比1战平对手。
2014年2月，朴钟佑加盟中国足球超级联赛球队广州富力。

## 国家队生涯
2011年，朴鍾佑开始代表韩国U23国家足球队出战。2012年6月入选韩国国奥队参加2012年夏季奧林匹克運動會足球比賽的名单。他在奥运会韩国队参加的六场比赛中首发登场5次，仅有半决赛对阵巴西U23的比赛没有出场，最终帮助韩国队最终获得铜牌。

## 伦敦奥运会事件
8月10日，在铜牌战韩国2比0击败日本的比赛后，朴鍾佑展示出一个写着“独岛是我们的领土！”（독도는 우리 땅!）的标语，违反了奥林匹克宪章禁止参赛选手从事任何带政治色彩的活动。赛后国际奥委会发出通报，宣布禁止朴鍾佑参加第二天举行的颁奖仪式，他的铜牌也被暂时没收。FIFA和国际奥委会也宣布将对他的行为进行调查，以决定是否正式取消铜牌并进一步处罚。韩国体育协会表示在比赛当日朴鍾佑的庆祝方式并非不是事先计划好，而是赛后一位球迷恰巧把标语塞给了朴鍾佑，对他的处罚应该谨慎。受到“标语事件”影响，朴鍾佑回国后没有随获奖选手参加总统接见等庆祝活动。虽然没有被授予铜牌，但韩国体育部长崔光植依然宣布将免除朴鍾佑两年的兵役。8月29日，韩国国家队主教练崔康熙宣布朴鍾佑入选进入9月11日和乌兹别克斯坦的世界杯预选赛23人大名单，这也是他首次入选韩国国家队，有媒体认为这是韩国足球圈积极力挺朴鍾佑的信号。
10月5日，国际足联在苏黎世总部的会议对此次事件进行讨论，但未能得到结论。纪律委员会在接下来的一周内再次进行讨论，依然没有达成最终的裁定。之后，韩国奥委会宣布朴鍾佑将会被授予铜牌。但是，纪律委员会目前仍没有作出判决。

## 外部連結
- 朴鍾佑的Instagram帳戶